# Шалимово (Ярославская область)
Шалимово — деревня Охотинского сельского поселения Мышкинского района Ярославской области.
Деревня расположена на небольшом, окружённом лесами поле, на расстоянии около 5 км к востоку от левого берега Волги и 4 км от проходящей вдоль берега федеральной автомобильной трассы Р104. Деревня стоит на правом, северном берегу небольшого, не названного на карте ручья, начинающегося к востоку от деревни и впадающего в Волгу (Охотинский залив Рыбинского водохранилища) между деревнями Речная (северный, правый берег ручья) и Высоцкая (южный, левый берег). На правом берегу этого ручья выше Речной стоит деревня Сосновец, а на левом выше Высоцкой — Кулдычево и Позиралки. К востоку от деревни нвчинается болото, названное по деревне Шалимовское .
Деревня Шалимова указана на плане Генерального межевания Рыбинского уезда 1792 года.
На 1 января 2007 года в деревне Шалимово не числилось постоянных жителей . Почтовое отделение, находящееся в селе Охотино, обслуживает в деревне 9 домов .